# 偽娘

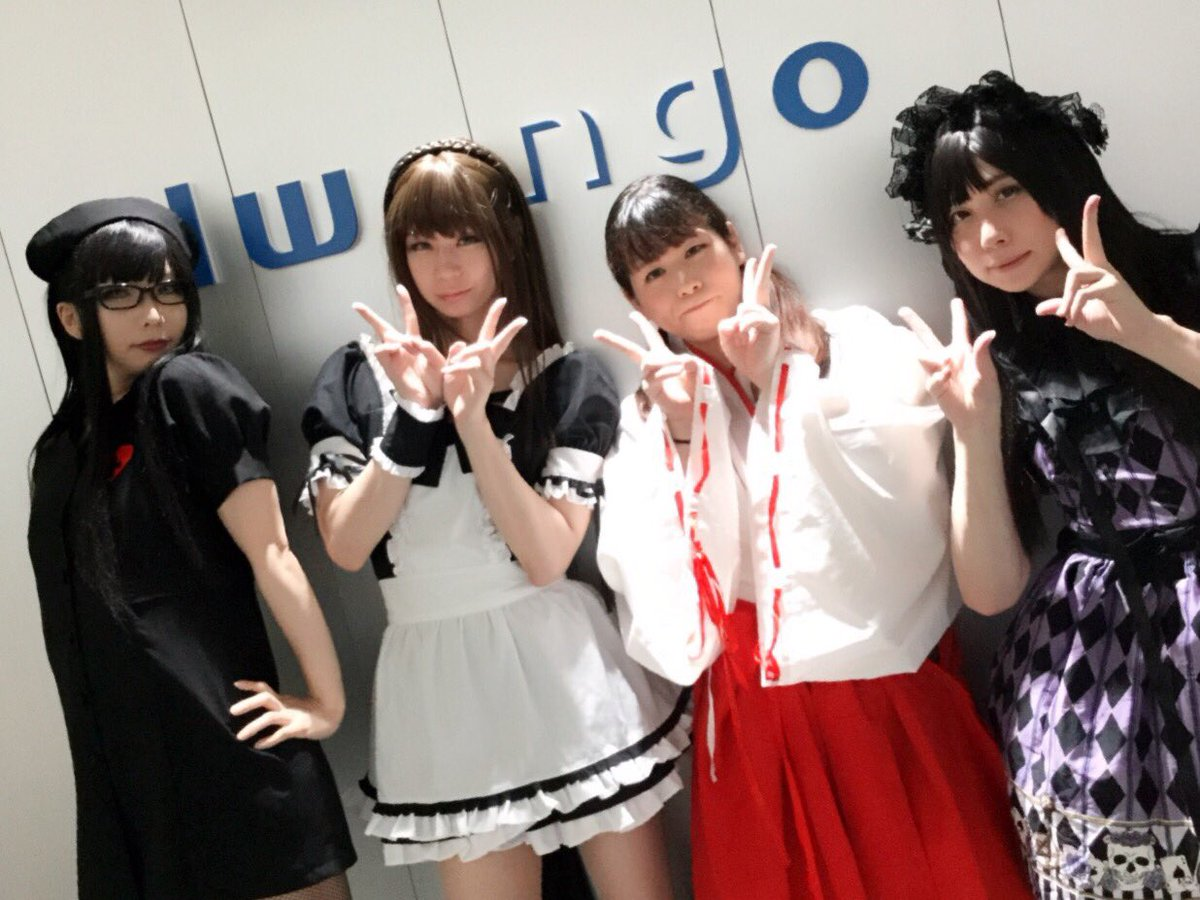
四名偽娘

偽娘（日语：／ Otokonoko），也稱偽女，男娘，是指外表像年轻女性的男性。
与单纯的男扮女装不同，后者一般没有女性化的心理。偽娘是ACG中常見的一種定型角色，在這類作品中的偽娘有進行變裝而顯得女性化的，也有天生就有女性化特徵的（俗稱“天賦黨”）。
偽娘与扶她、跨性別女性、變性人、雙性人等生理性別和性別認同不一致的人群不同，他们生理上是男性，性別認同一般也为男性。（即一般偽娘雖然有女性化的心理，但性別認同同時为男性。）

## 词源
日语中的“男娘”这一词将“男の子（男孩）”的子替换成了代指年轻女性的娘一字。把娘读作こ的读法，在冒失娘（ドジっ娘）、眼镜娘（メガネっ娘）这类词中也可以看到。男娘这一词具体是何时产生的并无定论。漫画家河内实加偶然发现，1975年7月出版的集英社的漫画杂志《Ribon》中已经出现了这一用法。

## 现实世界
偽娘在日本演藝圈不罕見，17世紀的歌舞伎表演中即有由男性演女角的「女形」，近代較知名的有1950年代的美輪明宏。不少日本樂團的成員也會作偽娘裝扮，特別是視覺系樂團，例如Versailles -Philharmonic Quintet-樂團的前任及現任吉他手Jasmine You和Hizaki、Malice Mizer的吉他手Mana、以及和樂器樂團的貝斯手亞沙。
男性在時如果扮成女性角色，算是偽娘，
但是女性在cosplay時如果扮成女性角色，就不算偽娘。扮成男性角色的女性也被稱為偽男，伪男子。crossplay意义与cosplay相同，但前者为美国创造，日本仍使用後者。

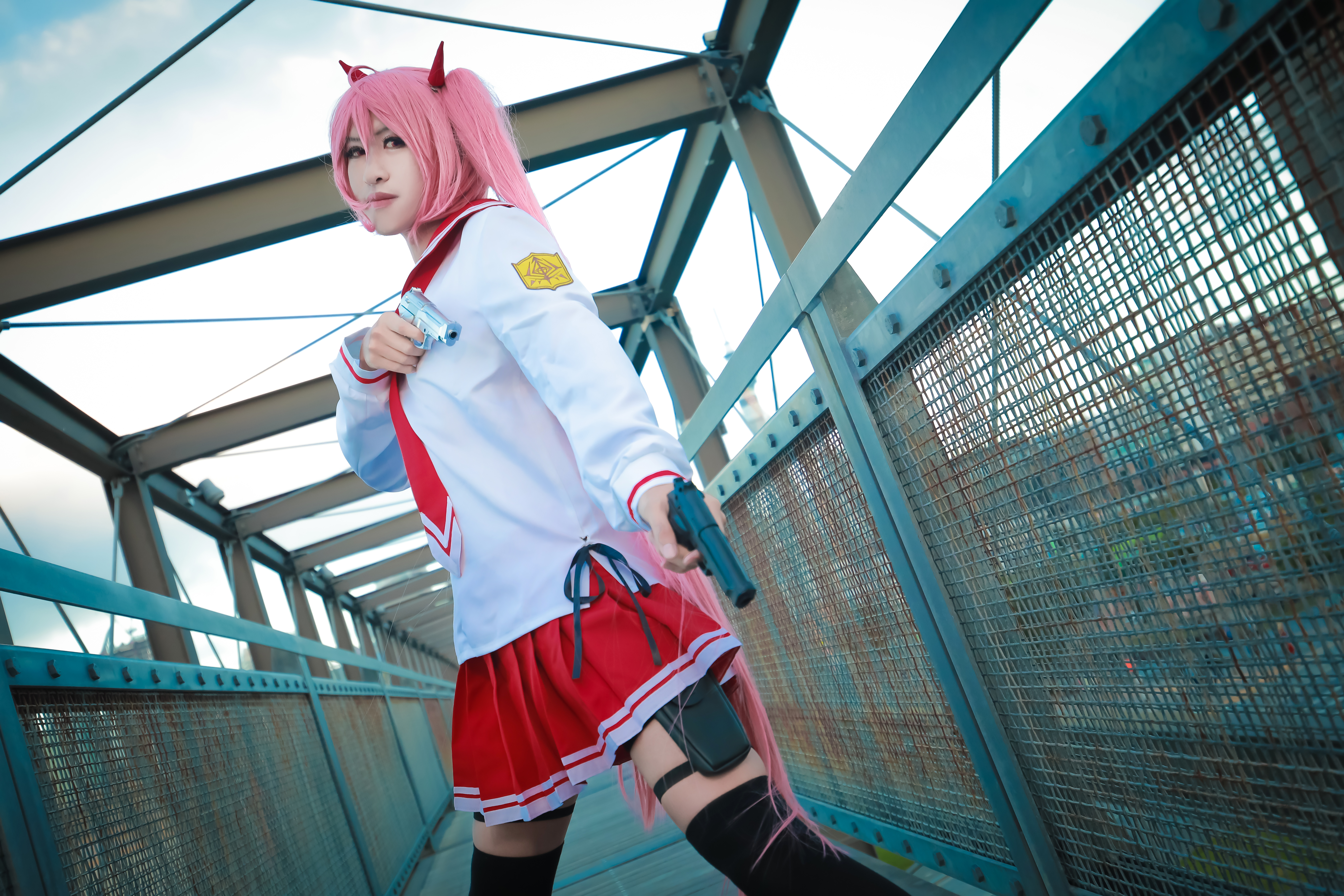
紐西蘭偽娘coser結佳梨扮演緋彈的亞莉亞中的女主角神崎·H·亞莉亞

偽娘文化也傳至日本之外，例如中國大陸的愛麗絲偽娘團。台灣「康熙來了」節目有一集的主題是「偽娘」，但節目中指的是跨性別女性。

## 虛構作品

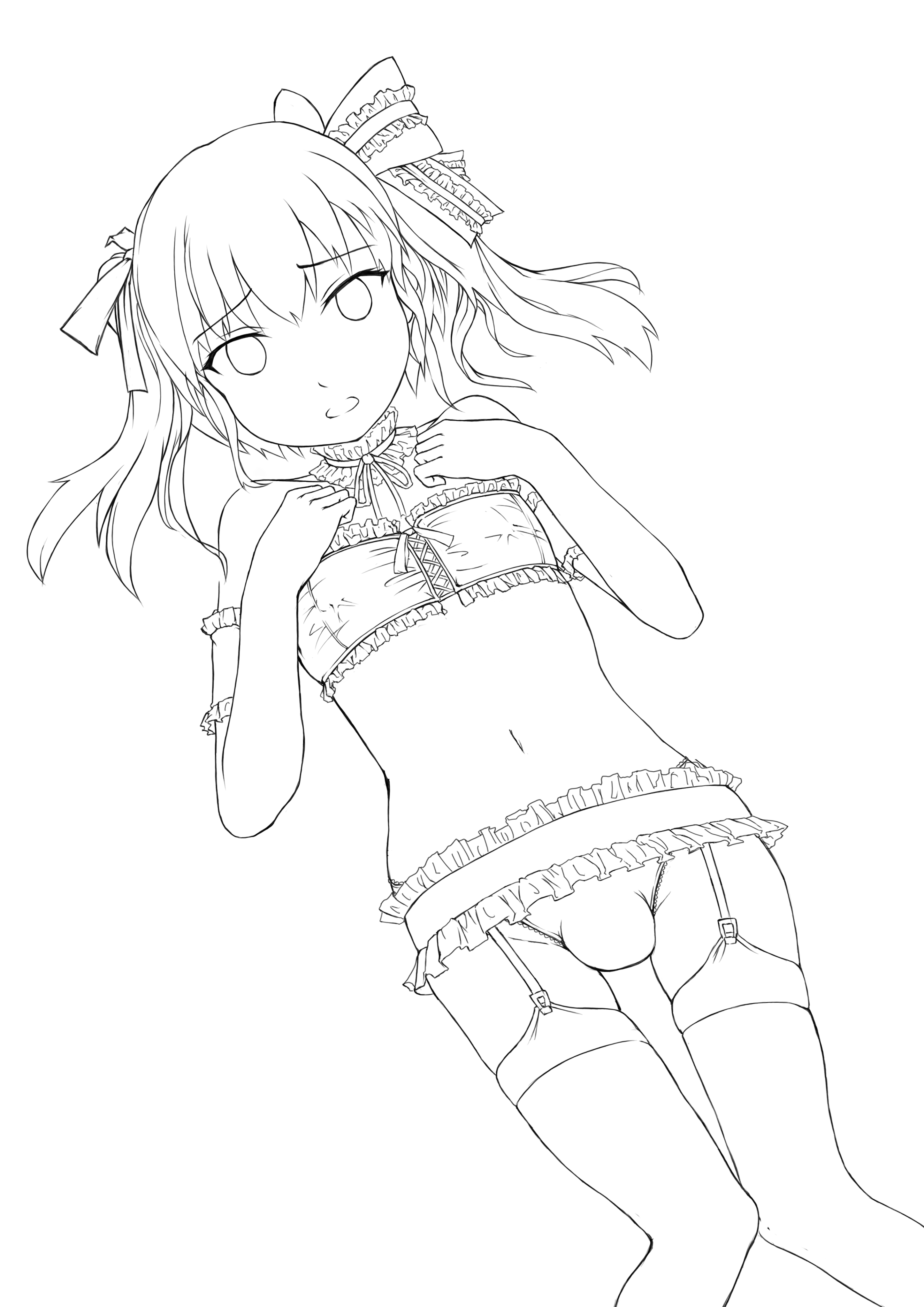
偽娘簡筆畫

宅文化研究者的永山薫和吉本大松认为，漫画史上的男娘文化最早可以追溯到手塚治虫的《大都会》，作品中出现了双性角色。《肯恩队长》和《狼人传说》中也出现了少年穿着女装的场景。而多数研究者一致认为，男娘热潮的起点是江口壽史的少年漫畫《停止！！雲雀》，主角大空雲雀是動漫界最早的偽娘。據說此作是作者想惡搞當時日本戀愛系動漫畫主流風。本漫畫作於1981年，在2010年發行最終章《停止！！雲雀 完全版》，時隔27年。
1990年代的偽娘代表人物是小野敏洋的漫畫《光碼戰士》女主角有栖川櫻。《光碼戰士》第11話證實，有栖川櫻是罹患性別不安症的11歲少年：生理是男性，心理是女性；同樣在第11話中，男主角虎堂烈（虎堂烈）宣稱有栖川櫻不是人妖：「他心理雖是女人，但身體可是真正的男人！」《光碼戰士》是在小學館為小學生編製的漫畫月刊《快樂快樂月刊》1992年4月號至1994年7月號連載的漫畫，在這種年齡層的漫畫月刊中連載以偽娘為女主角的漫畫是相當大膽的作法；而在有栖川櫻被證實是偽娘時的畫格內，小野敏洋在左下角加了一個小畫格「預先描繪」讀者看到此頁內容時的驚訝的表情。《光碼戰士》第14話中，女配角權田原夏樹提到讀者首次得知有栖川櫻是男兒身時的反應：「有的讀者震驚過度，甚至躺了四天呢。」
2005年1月28日發售的十八禁戀愛冒險遊戲《處女愛上姊姊》主角宮小路瑞穗與2005年10月21日發售的十八禁戀愛冒險遊戲《Happiness!》配角渡良瀨準是2000年代的偽娘代表人物。「瑞穗」因宮小路瑞穗而成為「偽娘」一詞的同義詞，渡良瀨準曾經被誤以為是《Happiness!》女主角。2006年9月7日發售的《我的Pico》，是以偽娘為主角的全球第一個少年愛動畫。